# NXT TakeOver: XXV
NXT TakeOver: XXV – gala wrestlingu wyprodukowana przez federację WWE dla zawodników z brandu NXT. Odbyła się 1 czerwca 2019 w Webster Bank Arena w Bridgeport w stanie Connecticut. Emisja była przeprowadzana ekskluzywnie na żywo za pośrednictwem WWE Network. Była to dwudziesta piąta gala w chronologii cyklu NXT TakeOver i trzecia w 2019 roku.
Podczas gali odbyło się siedem walk, w tym dwie nagrywane dla oddzielnego odcinka NXT. W walce wieczoru, Adam Cole pokonał Johnny’ego Gargano i zdobył NXT Championship. W innych ważnych walkach, Shayna Baszler pokonała Io Shirai i obroniła NXT Women’s Championship, Velveteen Dream pokonał Tylera Breeze’a broniąc NXT North American Championship, oraz The Street Profits (Angelo Dawkins i Montez Ford) pokonali Oneya Lorcana i Danny’ego Burcha, The Undisputed Era (Kyle’a O’Reilly’ego i Bobby’ego Fisha) oraz The Forgotten Sons (Wesleya Blake’a i Steve’a Cutlera) w Ladder matchu i zdobyli NXT Tag Team Championship.

## Produkcja

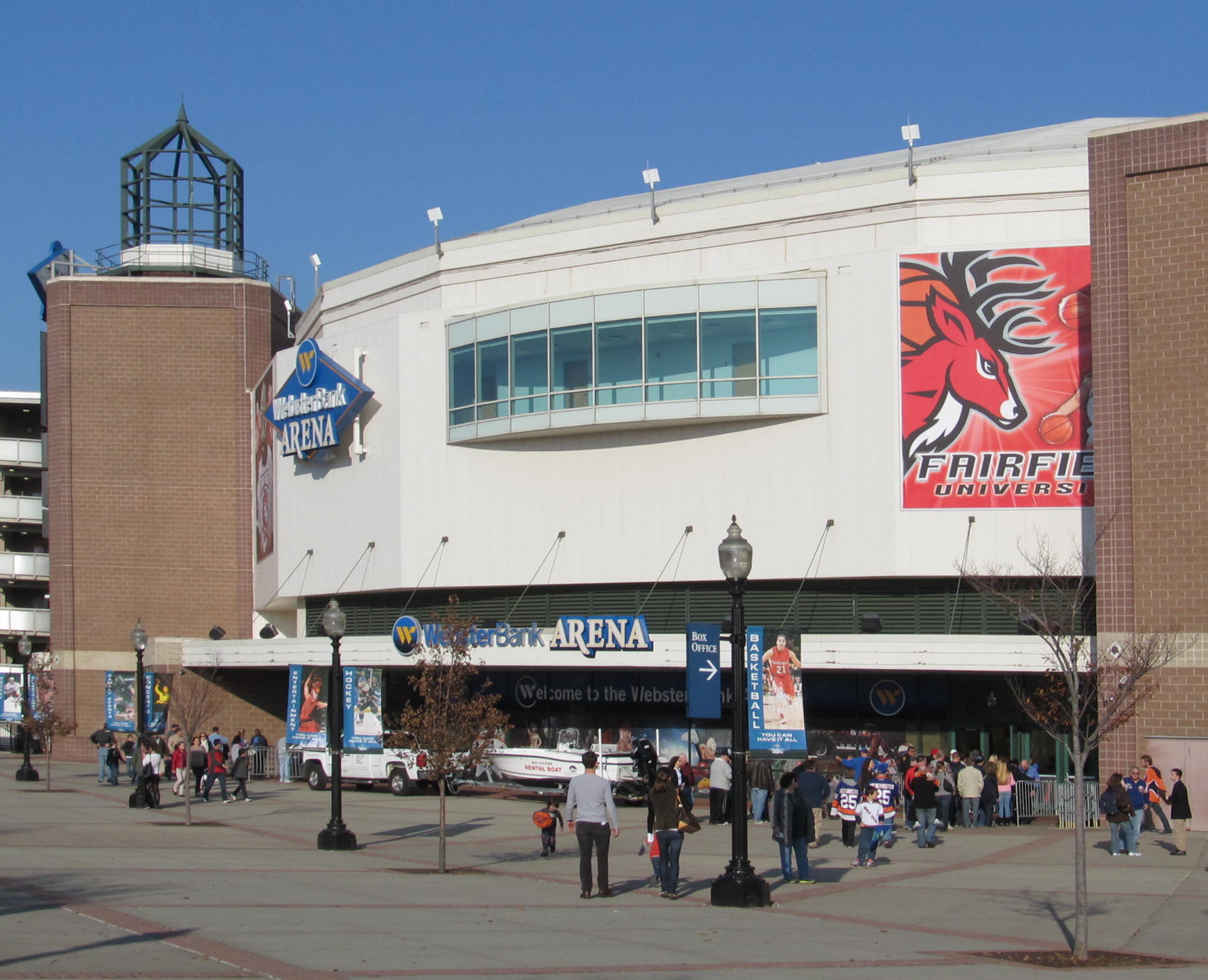
Hala Bridgeport, Connecticut

NXT TakeOver: XXV oferowało walki profesjonalnego wrestlingu z udziałem różnych wrestlerów należących do brandu NXT spośród istniejących oskryptowanych rywalizacji i storyline’ów. Kreowane są podczas cotygodniowych gal NXT. Wrestlerzy są przedstawieni jako heele (negatywni, źli zawodnicy i najczęściej wrogowie publiki) i face’owie (pozytywni, dobrzy i najczęściej ulubieńcy publiki), którzy rywalizują pomiędzy sobą w seriach walk mających budować napięcie. Kulminacją rywalizacji jest walka wrestlerska lub ich seria. NXT TakeOver: XXV było trzecią galą cyklu TakeOver wyprodukowaną w 2019.

### Rywalizacje
Na TakeOver: New York, Johnny Gargano pokonał Adama Cole’a z wynikiem 2–1 w Two-out-of-three falls matchu, aby wygrać zwakowane NXT Championship. 15 maja w odcinku NXT, ogłoszono rewanż pomiędzy nimi o tytuł na TakeOver: XXV.
6 lutego na odcinku NXT, Bianca Belair, Kairi Sane i Io Shirai pokonały NXT Women’s Championkę Shaynę Baszler, Jessamyn Duke i Marinę Shafir w sześcioosobowym tag team matchu z Shirai przypinającą Baszler. Shirai, Sane i Belair nie zdołały następnie pokonać Baszler w walce o NXT Women’s Championship w fatal 4-way matchu na TakeOver: New York. 17 kwietnia na odcinku NXT, Sane ponownie zmierzyła się z Baszler o tytuł, pod warunkiem, że w przypadku przegranej nie będzie mogła ponownie walczyć o tytuł. Zakończenie nastąpiło, gdy Shirai popchnęła Baszler, powodując dyskwalifikację. Po walce Shafir i Duke wyciągnęły Shirai z ringu i zmusiły ją, aby patrzyła, jak Baszler depcze kontuzjowane ramię Sane. W następnym tygodniu, Shirai udzielała za kulisami wywiadu na temat ataku, kiedy Baszler, Duke i Shafir wpadły na nią w zasadzkę. Na odcinku z 1 maja, podczas wywiadu na temat jej ataku na Shirai, Baszler odmówiła odpowiedzi. W następnym tygodniu, gdy Baszler trenowała Duke i Shafir, Shirai zaatakowała Baszler, którą następnie uratowały Duke i Shafir, zanim trenerzy przerwali bójkę. 15 maja na odcinku NXT, Generalny Menadżer NXT William Regal zabookował Baszler do obrony NXT Women’s Championship przeciwko Shirai na TakeOver: XXV.
Podczas WWE Superstar Shake-up 2019, NXT Tag Team Championi The Viking Raiders (Erik i Ivar) zostali przeniesieni na Raw. Następnie dobrowolnie zrezygnowali z tytułów 1 maja na nagrywce NXT (wyemitowano 15 maja), choć mieli jedną ostateczną obronę tytułu przeciwko The Street Profits (Angelo Dawkins i Montez Ford), która zakończyła się dyskwalifikacją po tym jak The Forgotten Sons (Wesley Blake i Steve Cutler) oraz Oney Lorcan i Danny Burch zostali zaangażowani w walkę. Później ogłoszono Fatal 4-Way Tag Team Ladder match na TakeOver: XXV pomiędzy Lorcanem i Burchem, The Street Profits, The Forgotten Sons i The Undisputed Era (Kyle O’Reilly i Bobby Fish).
Od odcinka NXT z 24 kwietnia, Matt Riddle wdawał się w feud z The Undisputed Era (Adam Cole, Roderick Strong, Kyle O’Reilly i Bobby Fish). Doprowadziło to do walki pomiędzy Colem i Riddlem na odcinku z 8 maja, w której Riddle wygrał dzięki przedwczesnej asyście Stronga. Po walce Cole oskarżył Stronga o porażkę. W następnym tygodniu z The Undisputed Era udzielono wywiadu i Cole zapewnił, że w grupie było lepiej, gdy byli zgodni. 22 maja Riddle połączył siły z Johnnym Gargano, aby zaatakować The Undisputed Era. Następnie William Regal ogłosił, że Riddle zmierzy się ze Strongiem na TakeOver: XXV.
22 maja na odcinku NXT, NXT North American Champion Velveteen Dream opowiadał o swoim panowaniu nad tytułem, gdy przerwał mu Tyler Breeze. Breeze drwił z Dreama i jego panowania nad tytułem, po czym spoliczkował Dreama, po czym się wycofał. Później tej nocy oficjalnie ogłoszono, że Dream będzie bronił NXT North American Championship przeciwko Breeze’owi na TakeOver: XXV.

## Wyniki walk
| Nr                                                                                    | Wyniki | Stypulacje                                                              | Czas  |
| ------------------------------------------------------------------------------------- | --- | ----------------------------------------------------------------------- | ----- |
| 1N                                                                                    | Keith Lee pokonał Kona Reevesa | Singles match                                                           | —     |
| 2N                                                                                    | Mia Yim pokonała Biancę Belair | Singles match                                                           | —     |
| 3                                                                                     | Matt Riddle pokonał Rodericka Stronga | Singles match                                                           | 14:45 |
| 4                                                                                     | The Street Profits (Angelo Dawkins i Montez Ford) pokonali Oneya Lorcana i Danny’ego Burcha, The Undisputed Era (Kyle’a O’Reilly’ego i Bobby’ego Fisha) oraz The Forgotten Sons (Wesleya Blake’a i Steve’a Cutlera) | Fatal 4-Way Tag Team Ladder match o zwakowany NXT Tag Team Championship | 21:30 |
| 5                                                                                     | Velveteen Dream (c) pokonał Tylera Breeze’a | Singles match o NXT North American Championship                         | 16:50 |
| 6                                                                                     | Shayna Baszler (c) pokonała Io Shirai poprzez submission | Singles match o NXT Women’s Championship                                | 12:15 |
| 7                                                                                     | Adam Cole pokonał Johnny’ego Gargano (c) | Singles match o NXT Championship                                        | 31:45 |
| (c) – mistrz/mistrzyni przed walkąN – walka była nagrywana do oddzielnego odcinka NXT | |                                                                         |       |